# Polyrhachis crawleyi
Polyrhachis crawleyi är en myrart som beskrevs av Auguste-Henri Forel 1916. Polyrhachis crawleyi ingår i släktet Polyrhachis och familjen myror. Inga underarter finns listade i Catalogue of Life.

## Bildgalleri

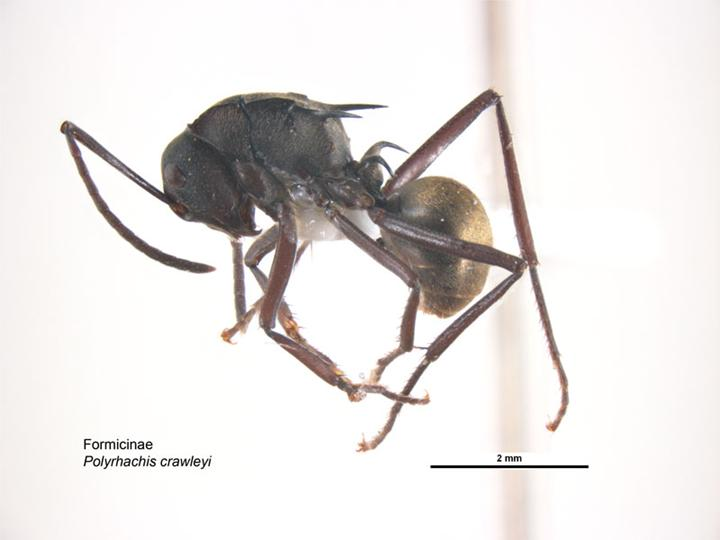